# Ramona Fradon
Ramona Fradon (Chicago, 2 ottobre 1926 – Contea di Ulster, 24 febbraio 2024) è stata una fumettista statunitense.

## Biografia
Ramona Fradon nacque il 2 ottobre 1926 a Chicago. All'età di cinque anni si trasferì con la sua famiglia nella Contea di Westchester, prima a Larchmont, poi a Mamaroneck e infine a Bronxville, dove frequentò il liceo. Seconda di due figli, il padre, Peter "Don" Domborrajian, era nato a Tehran da genitori armeni e immigrato con la famiglia negli Stati Uniti a 12 anni, mentre la madre, Irma Haefeli, originaria dell'Illinois, era figlia di immigrati svizzero-tedeschi. Peter lavorava come letterista pubblicitario e a lui si devono le prime versioni di loghi famosi come quello delle sigarette Camel o dei marchi di Elizabeth Arden e Lord & Taylor. I suoi genitori divorziarono quando Ramona aveva circa dieci anni e lei e il fratello Jay rimasero a vivere con la madre. Terminò la scuola d'arte nel 1947 ma senza avere idee sul suo futuro professionale. Su iniziativa del marito Dana Fradon, iniziò a proporsi come disegnatrice di fumetti.
Nel 1950 trovò impiego presso la DC Comics dove iniziò a disegnare le storie di Aquaman, continuando a curare la serie per tutti gli anni 1950, aggiungendo molti nuovi personaggi. Agli inizi degli anni '60 si allontanò dal mondo dei fumetti per dedicarsi alla famiglia e alla figlia, nata nel frattempo. Nel 1965 riprese saltuariamente la collaborazione con la casa editrice, creando con Bob Haney il personaggio di Metamorpho di cui realizzò i disegni. Negli anni '70 riprese a lavorare a ritmi serrati come fumettista, disegnando molte storie di Superman, Batman, Plastic Man, Freedom Fighters e I Superamici.
Nel 1980 Ramona Fradon lasciò la DC Comics e iniziò a disegnare le strisce di Brenda Starr pubblicate su diversi quotidiani, continuando fino al 1995, anno in cui decise di sospendere l'attività. Nonostante il proposito, nel 1999 riprese in mano le matite e disegnò, per la casa editrice Archie Comics, alcuni episodi del fumetto Sonic the Hedgehog, nel 2004, la serie Mermaidman and Barnacleboy (Waterman & Supervista) per Nickelodeon Magazine, la rivista dell'omonima emittente televisiva.
Nel 2006 l'artista fu ammessa alla Will Eisner Hall of Fame.
Nel 2010 collaborò alla realizzazione di alcuni romanzi grafici e, nel 2012, diede alle stampe il libro illustrato dal titolo The Dinosaur That Got Tired of Being Extinct. Nel 2014 fu pubblicato il libro antologico The Art of Ramona Fradon.
Ramona Fradon morì il 24 febbraio 2024 all'età di 97 anni per insufficienza cardiaca, poco dopo aver annunciato il suo ritiro dall'attività.